# Alloblackburneus aegrotus
Alloblackburneus aegrotus  (лат.) — вид пластинчатоусых жуков рода Alloblackburneus из подсемейства Aphodiinae. Неарктика.

## Описание
Длина тела 2,5—4,0 мм, желтовато-коричневые. Активен с весны до осени. Более ста лет был известен под именем Aphodius campestris Blatchley, 1912, а в 2007 году выяснилась его синонимия с ранее описанным таксоном Blackburneus aegrotus Horn, 1870, позже выделенным в отдельный род Alloblackburneus.